# Hermannia eenii
Hermannia eenii là một loài thực vật có hoa trong họ Cẩm quỳ. Loài này được Baker mô tả khoa học đầu tiên năm 1901.